# Erymnochelys madagascariensis
Genre
Synonymes
- Dumerilia Grandidier, 1867

Espèce
Synonymes
- Dumerilia madagascariensis Grandidier, 1867
- Podocnemis madagascariensis bifilaris Boettger, 1893

Statut de conservation UICN

 CR A4d : 
En danger critique
Statut CITES
Erymnochelys madagascariensis, unique représentant du genre Erymnochelys, est une espèce de tortue de la famille des Podocnemididae.

## Répartition
Cette espèce est endémique de Madagascar, habitant principalement les cours d'eau lents ainsi que les mares et les lacs.

## Étymologie
Son nom d'espèce, composé de madagascar et du suffixe latin -ensis, « qui vit dans, qui habite », lui a été donné en référence au lieu de sa découverte.

## Publications originales
- Baur, 1888 : Osteologische notizen über reptilien, Fortsetzung III. Zoologischer Anzeiger, vol. 11, no 285, p. 417-424 (texte intégral).
- Grandidier, 1867 : Liste des reptiles nouveaux découverts, en 1866, sur la côte sud-ouest de Madagascar. Revue et Magazine de Zoologie (Paris), ser. 2, vol. 19, p. 232-234 (texte intégral).